# Liste von Bergwerken in der Eifel
Die Liste von Bergwerken in der Eifel umfasst Bergwerke in der Eifel, unterteilt nach Ländern, Bundesländern, die jeweiligen Kreise sowie die dortigen Städte und Gemeinden bzw. Verbandsgemeinden.

## Geschichte
Belegt ist, dass bereits in der Eisenzeit in der Eifel Eisen verarbeitet wurde. Die erste Verhüttungsanlage nördlich der Alpen entstand in der Latènezeit im 5. Jahrhundert vor Christus in Hillesheim; bei Bitburg findet sich eine Eisenschmelze, in der zur Römerzeit in fast schon industriemäßiger Weise das Metall geschmolzen und verarbeitet wurde. Bereits zur Römerzeit war die Eifel ein bedeutender Wirtschaftsraum. Die Bodenschätze (Blei, Galmei, Eisen, Kalk und Steine zum Bauen) wurden abgebaut und der Handel profitierte von den römischen Fernstraßen, wie der Römerstraße Trier–Köln, die die Eifel durchquerten.
Die Zahl der Eisenerzgruben in der Eifel im 16. Jahrhundert wurde auf ungefähr 500 geschätzt. Die Eisenerze der Eifel erreichten Gehälter von bis zu 40 %, im Durchschnitt aber nur 14 %. Der zusätzliche Reichtum an Holz, welches für die Verhüttung benötigt wurde, und an Wasserläufen, welche für die Aufbereitung und den Betrieb von Hammerwerken und Blasebälgen unerlässlich waren, ermöglichten es der Eifel auch im ausgehenden Mittelalter ein bedeutendes überregionales Wirtschaftsgebiet darzustellen. Etwa 10 % des damalig in Europa produzierten Eisens stammte aus der Eifel. Es wurde auf den Märkten Triers und Kölns gehandelt.
Im Übergangsgebiet der Nordeifel zum Niederrheinischen Tiefland wurde neben Eisen, Blei und Zink auch Steinkohle abgebaut.
In der Eifel wird heute noch Bergbau betrieben. In Ralingen an der Sauer unweit der Grenze zu Luxemburg wird auf der Grube Engel im Peterstollen Gips abgebaut. In der Osteifel, vor allem im Wehrer Kessel, wird vulkanische Kohlensäure gewonnen.
Zusätzlich werden Bims, Basalt und andere Gesteine und Mineralien abgebaut.

## Liste
Nordrhein-Westfalen
- Liste von Bergwerken im Kreis Düren
- Liste von Bergwerken im Kreis Euskirchen
- Liste der Erzgruben im Rhein-Sieg-Kreis
- Liste von Bergwerken in der Städteregion Aachen

Rheinland-Pfalz
- Liste von Bergwerken im Landkreis Ahrweiler
- Liste von Bergwerken im Eifelkreis Bitburg-Prüm
- Liste von Bergwerken im Landkreis Bernkastel-Wittlich
- Liste von Bergwerken im Landkreis Cochem-Zell
- Liste von Bergwerken im Landkreis Mayen-Koblenz
- Liste von Bergwerken im Landkreis Trier-Saarburg
- Liste von Bergwerken im Landkreis Vulkaneifel

Belgien
Per Definition wird die Eifel häufig nur auf deutsches Staatsgebiet beschränkt. Der Vollständigkeit halber sind die Bergwerke der ehemaligen deutschen, heute belgischen Gebiete hier aufgeführt.
- Liste von Bergwerken in der Provinz Lüttich